# Алтынбел
Алтынбел (каз. Алтынбел, до 2013 г. — Новоберёзовка) — село в Улькен Нарынском районе Восточно-Казахстанской области Казахстана. Административный центр Алтынбельского сельского округа. Находится примерно в 25 км к востоку от районного центра, села Улькен Нарын. Код КАТО — 635449100.

## Население
В 1999 году население села составляло 1852 человека (944 мужчины и 908 женщин). По данным переписи 2009 года, в селе проживало 1200 человек (608 мужчин и 592 женщины).